# 25384 Partizánske
25384 Partizánske è un asteroide della fascia principale. Scoperto nel 1999, presenta un'orbita caratterizzata da un semiasse maggiore pari a 3,1657412 UA e da un'eccentricità di 0,0767135, inclinata di 11,74476° rispetto all'eclittica.